# Pietro Spataro
Pietro Spataro (Roma, 15 ottobre 1956) è un giornalista italiano.

## Biografia
È nato a Roma, dove ha studiato prima al Liceo scientifico XXIII e poi seguendo il corso di laurea in Filosofia all'Università La Sapienza. Entrato nel quotidiano l'Unità nel 1978 a ventidue anni, quando era direttore Alfredo Reichlin, ne è diventato vicedirettore nel 1998. È stato cronista a Roma alla fine degli anni settanta occupandosi di politica, sindacale e cronaca nera. Successivamente è stato nominato capocronista e poi cronista parlamentare neglil anni Ottanta. Nel 1990 è diventato capo del servizio politico durante la direzione di Massimo D'Alema e ha seguito le fasi dello scioglimento del PCI e della nascita del Pds, schierandosi con la mozione di Pietro Ingrao contro la svolta della Bolognina di Achille Occhetto. Nominato caporedattore da Walter Veltroni ha partecipato alla nascita dell'Unità2 inserto culturale dell'Unità al quale hanno collaborato molti degli allora giovani scrittori (da Sandro Veronesi a Valerio Magrelli, da Sandro Onofri a Sandra Petrignani) e numerosi intellettuali (Andrea Barbato, Vincenzo Cerami, Rosetta Loy, Francesca Sanvitale, Salvatore Veca). Dopo la drammatica chiusura del giornale nel 2000 ha lavorato per favorire la rinascita del quotidiano collaborando, in qualità di vicedirettore vicario, prima con Furio Colombo, poi con Antonio Padellaro e con i direttori che si sono succeduti fino alla seconda chiusura del 2014. Non ha partecipato alla brevissima riapertura del giornale nel 2015, durante la segreteria Pd di Matteo Renzi.
È stato l'ideatore, insieme con numerosi giornalisti del quotidiano fondato da Antonio Gramsci, del sito di news e commenti Strisciarossa, inaugurato nel settembre 2017 e del quale è attualmente coordinatore.
Sue poesie sono state pubblicate su riviste italiane e internazionali.

## Opere
- Al posto della cometa (Facchin Editore, 2002 con una postfazione di Francesca Sanvitale);
- Cercando una città (Manni Editori, 2006 con una prefazione di Pietro Ingrao).
- Roma senza capitale (con Roberto Morassut, Edizioni Ponte Sisto, 2015)
- Care compagne e cari compagni. Storie di comunisti italiani (autori vari, Edizioni strisciarossa, 2021)

## Premi e riconoscimenti
- Premio letterario internazionale di poesia Città dell'Aquila (2007) per Cercando una città.
- Premio letterario Camaiore (2007) per Cercando una città.